# Operazione Atalanta

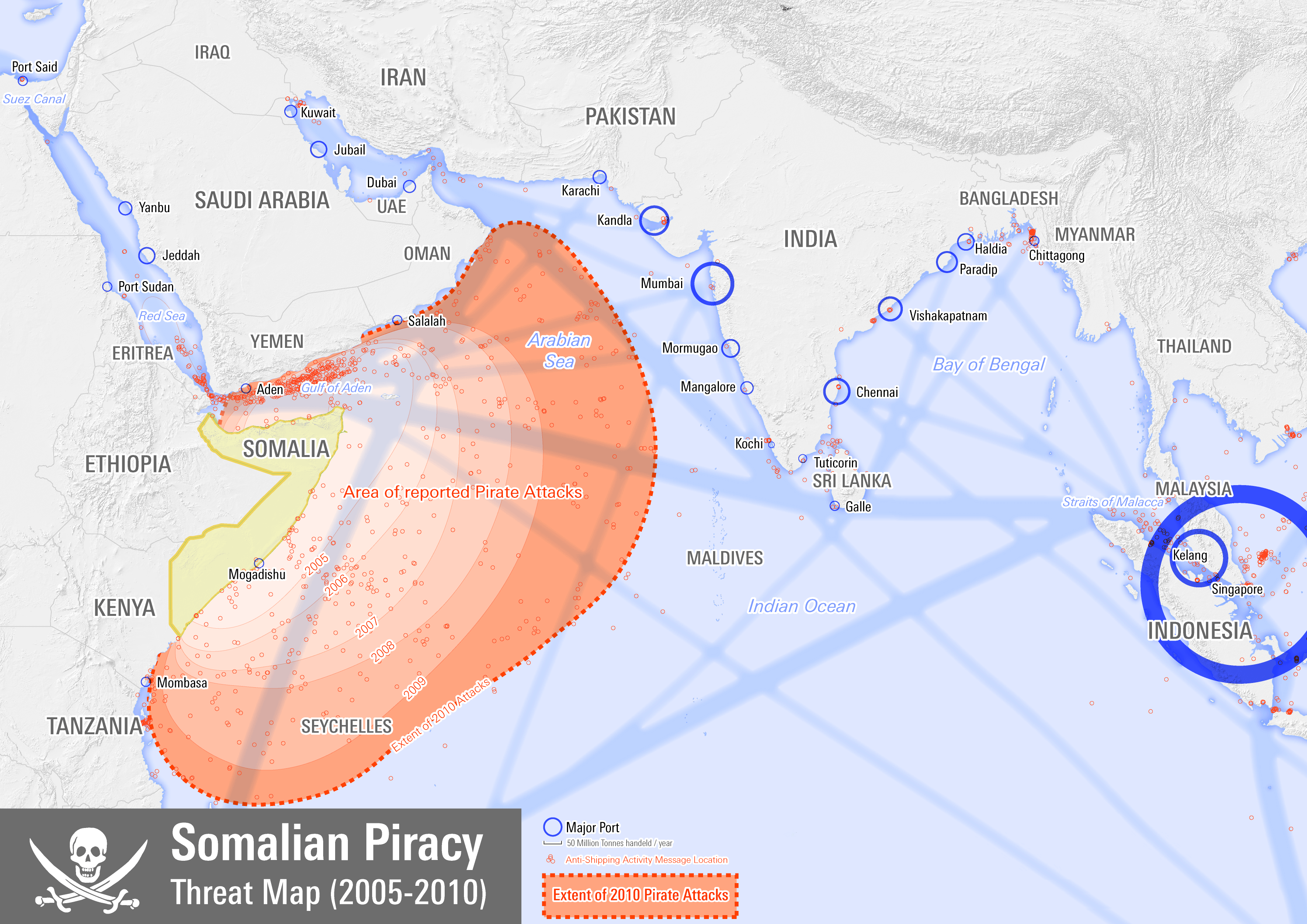
Raggio d'azione dei pirati.

La EU NAVFOR Somalia - operazione Atalanta è una missione diplomatico-militare di sicurezza marittima dell'Unione europea, per prevenire e reprimere gli atti di pirateria marittima lungo le coste degli stati del Corno d'Africa a sostegno alle risoluzioni ONU 1814, 1816, 1838 e 1846 adottate nel 2008 dal Consiglio di sicurezza delle Nazioni Unite.

## Storia
La missione è iniziata nel dicembre 2008 e ha lo scopo proteggere le navi mercantili che transitano tra il Mar Rosso, il Golfo di Aden e l'Oceano Indiano e svolgere inoltre attività di scorta alle navi mercantili del Programma Alimentare Mondiale delle Nazioni Unite, incaricate di consegnare aiuti alimentari in Somalia.

## Stati partecipanti
Le navi dell'Unione Europea, che variano da 4 a 13 e possono contare anche di supporto aereo, operano in una zona che comprende il Golfo di Aden, il Corno d'Africa e l'Oceano Indiano fino alle Isole Seychelles.
- Germania, navi e aerei
- Belgio, navi
- Bulgaria, quartier generale[2].
- Croazia con 5 ufficiali o sottufficiali al quartier generale[3].
- Spagna, navi e aerei
- Finlandia, al quartier generale
- Francia, navi e aerei
- Grecia, navi
- Irlanda, al quartier generale
- Italia, navi ed elicotteri
- Lussemburgo, aerei privati[4].
- Norvegia, navi
- Paesi Bassi, navi
- Regno Unito, navi
- Serbia, 2 ufficiali a bordo di una nave francese[5].
- Svezia, navi
- Portogallo, 1 aereo dopo il 21 aprile 2010[6].

### Italia
La Marina Militare Italiana partecipa alla missione dal 7 marzo 2009. Le seguenti unità navali hanno preso parte alla missione:
- Comandante Bettica dal 7 marzo 2009 al 21 marzo 2009
- Maestrale dal 2 aprile 2009 al 18 settembre 2009
- Comandante Borsini dal 4 luglio 2009 al 3 agosto 2009
- San Giorgio dal 3 maggio 2009 al 13 agosto 2009
- Etna dall'11 dicembre 2009 al 24 aprile 2010
- Libeccio dal 19 luglio 2010 al 1º dicembre 2010
- Zeffiro dal 3 dicembre 2010 al 25 febbraio 2011
- Espero dal 15 febbraio 2011 al 25 giugno 2011
- Scirocco dal 14 aprile 2012 al 25 luglio 2012
- San Giusto dal 26 luglio 2012 al 16 dicembre 2012
- Zeffiro dal 6 giugno 2013 al 7 ottobre 2013
- Libeccio dal 7 ottobre 2013
- Margottini dall'estate 2018 al luglio 2019
- Marceglia dal 20 luglio 2019 al dicembre 2019
- Carlo Bergamini (F 590) dal 15 febbraio 2020
- Luigi Rizzo (F 595) da 26 agosto 2020

La nave anfibia San Giorgio ha partecipato alla missione ad iniziativa nazionale in soccorso del mercantile Buccanier sequestrato dai pirati. La nave anfibia è stata impegnata in supporto all'operazione interforze tesa ad un eventuale intervento militare per la liberazione degli ostaggi.

A bordo della nave erano presenti gli uomini del Gruppo Operativo Incursori (G.O.I.) della Marina Militare, gli incursori del 9º Reggimento d'assalto paracadutisti "Col Moschin" dell'Esercito, quelli del 17º Stormo incursori dell'Aeronautica Militare e i carabinieri del Gruppo Intervento Speciale (GIS), che hanno operato nell'ambito del Comando interforze per le Operazioni delle Forze Speciali (COFS); dopo il rilascio il mercantile è stato scortato da Nave San Giorgio.
È stato istituito nel 2011 un apposito reparto, i Nuclei militari di protezione, inquadrato nel 2º Reggimento "San Marco" che prevede l'imbarco di propri fucilieri di Marina su navi mercantili e passeggeri italiane negli spazi marittimi internazionali a rischio di pirateria. A partire dal 13 luglio 2012 l'ammiraglio Gualtiero Mattesi è stato nominato vicecomandante dell'operazione nel quartier generale di Northwood, mentre l'ammiraglio Enrico Credendino è stato il Force Commander EU Naval Force e comandante delle unità italiane nelle acque somale dal 6 agosto 2011 al 7 dicembre 2011.
Nel luglio 2019 la fregata Marceglia ha assunto il compito di nave ammiraglia della task force, con a bordo il contrammiraglio Armando Simi ad esercitare il comando tattico dell operazione, assumendo il ruolo di "force commander" della forza navale.
Nell'agosto 2020 la fregata Luigi Rizzo ha assunto il ruolo di nave ammiraglia, con il contrammiraglio Riccardo Marchiò, che ha preso il posto di Villanueva Serrano della Marina Spagnola.